# Фрідріх фон Маллінкродт
Фрідріх фон Маллінкродт (нім. Friedrich von Mallinckrodt; 15 серпня 1894, Ессен — 2 серпня 1941, Рехлін) — німецький льотчик-ас, лейтенант Прусської армії, майор люфтваффе.

## Біографія
Вступив до армії ще перед Першою світовою війною, служив у піхотному полку № 70. Вивищений до офіцера у травні 1915 р. Вступив в авіацію 6 липня 1915 року і в січні 1916 року був направлений в 5-ту бомбардувальну групу Верховного командування сухопутних військ, а з квітня літав у складі бойового командування одномісних літаків «Сіврі». 10 вересня 1916 року включений у 6-ту винищувальну ескадрилью, у складі якої здобув дві підтверджені перемоги, а потім став інструктором училища винищувальної авіації у Валансьєнні.
У січні 1917 року Маллінкродт був направлений в 20-ту винищувальну ескадрилью і довів рахунок своїх повітряних перемог до шести, ще 2 перемоги залишились непідтвердженими. 30 квітня 1917 року зазнав серйозного поранення. Залишок війни провів у випробуваннях та розробці літаків у технічній комісії авіаційної служби. За час був поранений 5 разів.
Під час Другої світової війни служив у випробувальній службі люфтваффе. Загинув в авіакатастрофі.

## Нагороди
- Залізний хрест 2-го і 1-го класу
- Нагрудний знак військового пілота (Пруссія)
- Королівський орден дому Гогенцоллернів, лицарський хрест з мечами
- Почесний хрест ветерана війни з мечами